# Campionati europei giovanili di nuoto 1982
I IX Campionati europei giovanili di nuoto e tuffi si sono disputati ad Innsbruck dal 26 agosto all'29 agosto 1982. A partire da questa edizione i campionati passano da una frequenza biennale ad una annuale.
Hanno partecipato alla manifestazione le federazioni iscritte alla LEN; questi sono i criteri di ammissione:
- le nuotatrici e i nuotatori che nel 1982 non superavano i 15 anni d'età (nati non prima del 1967)
- Le tuffatrici e i tuffatori che nel 1982 non superavano i 16 anni d'età (nati non prima del 1966)

Da questa edizione entrano in programma le tre staffette maschili e due femminili (manca ancora la 4 x 200m stile libero femminile).

## Podi

### Uomini
| Evento               | Oro               | Tempo    | Argento                | Tempo    | Bronzo                                                  | Tempo    |
| Stile libero         |                   |          |                        |          |                                                         |          |
| 100 m                | Antonio Consiglio | 53"68    | Rolf Maltzahn          | 53"91    | Patrik Birgersson                                       | 54"30    |
| 200 m                | Uwe Daßler        | 1'56"04  | Zoltán Szilágyi        | 1'56"05  | Dmitri Sukhomlinov                                      | 1'57"79  |
| 400 m                | Uwe Daßler        | 4'00"15  | Zoltán Szilágyi        | 4'04"67  | Frank Kinner                                            | 4'04"89  |
| 1500 m               | Zoltán Szilágyi   | 15'56"00 | Uwe Daßler             | 15'57"19 | Eric Batitfoulier                                       | 16'02"32 |
| Dorso                |                   |          |                        |          |                                                         |          |
| 100 m                | Igor' Poljanskij  | 58"88    | Frank Schneider        | 1'00"12  | Peter Bermel                                            | 1'01"09  |
| 200 m                | Igor' Poljanskij  | 2'05"29  | Tamás Darnyi           | 2'07"09  | Frank Schneider                                         | 2'09"55  |
| Rana                 |                   |          |                        |          |                                                         |          |
| 100 m                | Mikhail Dozorov   | 1'05"81  | Eduard Klimentiev      | 1'06"59  | Alex Mayer                                              | 1'08"67  |
| 200 m                | Mikhail Dozorov   | 2'25"66  | Christopher Deneuville | 2'28"66  | [[Aleksandr Kuznecov (nuotatore)\|Aleksandr Kuznetsov]] | 2'28"68  |
| Farfalla             |                   |          |                        |          |                                                         |          |
| 100 m                | Marcos Verdaguer  | 57"61    | Artur Iakovlev         | 58"63    | Tamás Darnyi                                            | 59"19    |
| 200 m                | Tamás Darnyi      | 2'07"34  | Thomas Körber          | 2'08"88  | Arthur Iakovlev                                         | 2'09"65  |
| Misti                |                   |          |                        |          |                                                         |          |
| 200 m                | Tamás Darnyi      | 2'09"18  | Mikhail Dozorov        | 2'11"54  | Peter Bermel                                            | 2'12"37  |
| 400 m                | Tamás Darnyi      | 4'36"22  | Henrik Leek            | 4'43"91  | Thomas Körber                                           | 4'44"57  |
| Staffette            |                   |          |                        |          |                                                         |          |
| 4x100 m stile libero | Unione Sovietica  | 3'35"18  | Svezia                 | 3'37"38  | Germania Ovest                                          | 3'37"71  |
| 4x200 m stile libero | Unione Sovietica  | 7'55"64  | Germania Ovest         | 7'57"85  | Germania Est                                            | 8'00"15  |
| 4x100 m misti        | Unione Sovietica  | 3'58"71  | Germania Ovest         | 4'04"33  | Germania Est                                            | 4'05"07  |

### Donne
| Evento               | Oro                | Tempo   | Argento             | Tempo   | Bronzo             | Tempo   |
| Stile libero         |                    |         |                     |         |                    |         |
| 100 m                | Tatiana Elochina   | 57"56   | Svetlana Kopchikova | 57"91   | Andrea Orosz       | 57"93   |
| 200 m                | Andrea Orosz       | 2'04"51 | Ute Mückel          | 2'05"74 | Annett Möller      | 2'06"09 |
| 400 m                | Andrea Orosz       | 4'21"85 | Ilse Oegema         | 4'23"76 | Sarah Hardcastle   | 4'23"93 |
| 800 m                | Ute Zerfass        | 8'57"41 | Sarah Hardcastle    | 8'58"15 | Teodora Hauptricht | 8'58"67 |
| Dorso                |                    |         |                     |         |                    |         |
| 100 m                | Birte Weigang      | 1'04"83 | Anca Patrascoiu     | 1'04"89 | Svenja Schlicht    | 1'05"75 |
| 200 m                | Viktoria Klotchko  | 2'18"67 | Anca Patrascoiu     | 2'20"15 | Birte Weigang      | 2'20"39 |
| Rana                 |                    |         |                     |         |                    |         |
| 100 m                | Sylvia Gerasch     | 1'12"22 | Simona Brighetti    | 1'12"47 | Olga Zelenkova     | 1'13"21 |
| 200 m                | Sylvia Gerasch     | 2'36"28 | Olga Zelenkova      | 2'37"34 | Petra Hillenius    | 2'38"68 |
| Farfalla             |                    |         |                     |         |                    |         |
| 100 m                | Ute Mückel         | 1'03"15 | Sylvia Scheller     | 1'03"22 | Elizabeth Ahlgren  | 1'04"54 |
| 200 m                | Ute Mückel         | 2'18"20 | Gabriela baka       | 2'19"22 | Mirjan van Aarsen  | 2'19"24 |
| Misti                |                    |         |                     |         |                    |         |
| 200 m                | Svetlana Kopcikova | 2'19"69 | Sabine Schacke      | 2'23"14 | Katja Kumpf        | 2'23"44 |
| 400 m                | Aneta Chmelik      | 4'59"70 | Gabriela Baka       | 5'00"03 | Ute Zerfass        | 5'02"95 |
| Staffette            |                    |         |                     |         |                    |         |
| 4x100 m stile libero | Unione Sovietica   | 3'55"21 | Germania Est        | 3'57"28 | Svezia             | 3'58"17 |
| 4x100 m misti        | Germania Est       | 4'18"87 | Unione Sovietica    | 4'20"10 | Svezia             | 4'24"64 |

### Tuffi
| Evento          | Oro             | Tempo  | Argento           | Tempo  | Bronzo           | Punti  |
| Uomini          |                 |        |                   |        |                  |        |
| trampolino 3m   | Edwin Jongejans | 537,66 | Vladimir Semenko  | 502,20 | Oscar Bertone    | 468,48 |
| piattaforma 10m | Gladcenko       | 488,94 | Vladimir Semenko  | 420,72 | Burghardt        | 410,61 |
| Donne           |                 |        |                   |        |                  |        |
| trampolino 3m   | Andrekina       | 447,78 | Tatiana Aliabieva | 446,40 | Koch             | 422,85 |
| Piattaforma     | Stasulievich    | 322,70 | Mayer             | 317,70 | Luiza Nicoalescu | 310,08 |

## Medagliere
- Totale

| Posizione | Paese            | Oro | Argento | Bronzo | Totale |
| --------- | ---------------- | --- | ------- | ------ | ------ |
| 1         | Unione Sovietica | 14  | 9       | 4      | 27     |
| 2         | Germania Est     | 9   | 8       | 9      | 26     |
| 3         | Ungheria         | 6   | 3       | 2      | 11     |
| 4         | Paesi Bassi      | 1   | 1       | 2      | 4      |
| 5         | Italia           | 1   | 1       | 1      | 3      |
| 6         | Polonia          | 1   | 0       | 0      | 1      |
| 7         | Spagna           | 1   | 0       | 0      | 1      |
| 8         | Romania          | 0   | 4       | 2      | 6      |
| 9         | Germania Ovest   | 0   | 3       | 7      | 10     |
| 10        | Svezia           | 0   | 2       | 4      | 6      |
| 11=       | Gran Bretagna    | 0   | 1       | 1      | 2      |
| 11=       | Francia          | 0   | 1       | 1      | 2      |
| Totale    |                  | 33  | 33      | 33     | 99     |

- Nuoto

| Posizione   | Paese            | Oro | Argento | Bronzo | Totale |
| ----------- | ---------------- | --- | ------- | ------ | ------ |
| 1           | Unione Sovietica | 11  | 6       | 4      | 21     |
| 2           | Germania Est     | 9   | 7       | 7      | 23     |
| 3           | Ungheria         | 6   | 3       | 2      | 11     |
| 4           | Italia           | 1   | 1       | 1      | 3      |
| 5           | Polonia          | 1   | 0       | 0      | 1      |
| 6           | Spagna           | 1   | 0       | 0      | 1      |
| 7           | Romania          | 0   | 4       | 2      | 6      |
| 8           | Germania Ovest   | 0   | 3       | 7      | 10     |
| 9           | Svezia           | 0   | 2       | 4      | 6      |
| Paesi Bassi | 1                | 1   | 2       | 4      |        |
| 11=         | Gran Bretagna    | 0   | 1       | 1      | 2      |
| 11=         | Francia          | 0   | 1       | 1      | 2      |
| Totale      |                  | 27  | 27      | 27     | 87     |